# Circolo anarchico 22 marzo
Il Circolo anarchico 22 marzo fu fondato a Roma nell'ottobre 1969 da alcuni anarchici aderenti in precedenza al circolo "Bakunin", considerato troppo moderato.

## Gli inizi
Tra i fondatori vi fu Pietro Valpreda. Il nome proviene dal "maggio francese": il 22 marzo 1968 fu occupata l'Università di Nanterre, dando inizio al ciclo del '68 in Francia. Alle riunioni prendevano parte anche Angelo Casile, Giovanni Aricò e Annelise Borth. Al "22 marzo" aderirono anche Olivo Della Savia e Andrea Polito (Polito era in realtà l'agente infiltrato Salvatore Ippolito).
Il circolo prese parte ad una manifestazione a favore del Vietnam e ad altre azioni che ebbero uno scarso rilievo.

## Piazza Fontana
Il circolo balzò nei riflettori della cronaca italiana in occasione della Strage di piazza Fontana. L'11 dicembre 1969, il giorno prima della strage di piazza Fontana l'agente Ippolito segnalò alla polizia la partenza sospetta di Valpreda per Milano. In connessione alla strage furono arrestati sei suoi membri, Pietro Valpreda, Mario Merlino, Emilio Borghese, Emilio Bagnoli, Roberto Gargamelli, Enrico Di Cola, che ebbero un lungo periodo di detenzione preventiva finché furono successivamente rimessi in libertà il 29 dicembre 1972.
(Sentenza di assoluzione dei militanti del Circolo anarchico 22 marzo.)

## Filmografia
- 12/12 - Piazza Fontana di Matteo Bennati e Maurizio Scarcella, 2019